# Juliette : service(s) compris
Juliette : service(s) compris est un téléfilm français réalisé par Jérôme Foulon et diffusé en 2001.

## Synopsis
François Chardin, propriétaire et chef cuisinier d'un restaurant renommé, est veuf depuis l'accident de voiture qui a coûté la vie à son épouse deux ans plus tôt. Une bande d'amis fidèles travaille à ses côtés et s'inquiète de son désespoir chronique. Toutes leurs tentatives pour lui redonner goût à la vie, par l'intermédiaire de charmantes jeunes femmes, échouent. Las d'être harcelé, François engage une escort girl, Juliette, en la faisant passer pour une nouvelle conquête. Juliette est rapidement agacée par l'attitude de François qui lui demande de jouer les fausses fiancées en public, tout en la traitant comme une ravissante idiote en tête à tête

## Fiche technique
- Réalisateurs : Jérôme Foulon
- Scénario : Jackye Fryszman et Didier Lacoste
- Photographie : Valery Martynov
- Décors : Bruno Vavasseur
- Costumes : Janine Gonzalez
- Musique : Alexandre Desplat et Serge Perathoner
- Durée : 110 minutes

## Distribution
- Claire Keim : Juliette
- Christophe Malavoy : François
- Élisabeth Vitali : Véronique
- Pascale Arbillot : Mathilde
- Jean-Marie Juan : Alex
- Virginie Lanoue : Clara
- Yannick Soulier : Guillaume